# Дидыч, Сергей Васильевич
Серге́й Васи́льевич Ди́дыч (3 ноября 1969, Стрильче Городенковского района Ивано-Франковской области — 18 февраля 2014, Киев) — общественный активист, погибший на киевском Евромайдане, Герой Украины (2014, посмертно). Председатель Городенковской районной организации ВО «Свобода», сотник ивано-франковской сотни, депутат Городенковского районного совета, в котором возглавлял комиссию по социально-экономическому развитию, основатель и директор туристического клуба «Золотое Руно».

## Биография
Сергей Дидыч большую часть своей жизни посвящал туристическому развитию Ивано-Франковской области. Возглавлял общественную организацию «Золотое Руно», которая занималась прежде всего сплавами по Днестру.
Сергей Дидыч первым начал разрабатывать туристические маршруты сплавов по Днестру. Днестр, по планам Сергея, должен был стать вторым масштабным центром туристического развития Ивано-Франковщины. Планировал снять ряд туристических телепрограмм об отдыхе на Днестре.
Жил в селе Стрильче. Был депутатом райсовета
Дидыч погиб 18 февраля 2014, во время так называемого «чёрного вторника», когда погибли 28 майдановцев и 9 сотрудников МВД. По первоначальной версии, граната разорвала ему сонную артерию на шее. Впоследствии были установлены точные обстоятельства его гибели. Убегавший от сотрудников МВД Дидыч был сбит в Крепостном переулке грузовиком «ГАЗ», за рулём которого находился другой активист Майдана, Леонид Бибик, угнавший автомобиль и пытавшийся прорвать ряды милиции. Наезд двумя правыми колёсами был зафиксирован на 20-секундном видеоролике, снятом оператором МВД. Сергея Дидыча, у которого была раздавлена голова, опознали первым из всех жертв «чёрного вторника» благодаря тому, что на нём был бейдж коменданта Майдана. Л. Бибик впоследствии был амнистирован.
20 февраля 2014 года в Городенке состоялась гражданская панихида и прощание с Сергеем Дидычем, похоронен он был 21 февраля, в похоронах участвовали несколько тысяч человек — семья, друзья и односельчане, коллеги-туристы и однопартийцы, представители районного и местного самоуправления.

## Память
- 21 марта 2014 года в Ивано-Франковске появилась Улица Сотника Сергея Дидыча.
- В Городенке в честь Сергея Дидича переименована одна из центральных улиц города.
- 24 августа 2014 года на доме № 20 по ул. С. Дидыча, где он проживал 14 лет, установлена мемориальная доска.
- Решением сессии Городенковского городского совета от 22.02.2014 г. № 1940 Сергею Дидычу присвоено (посмертно) звание «Почетный гражданин города Городенки».

### Награды
- Звание Герой Украины с вручением ордена «Золотая Звезда» (21 ноября 2014, посмертно) — «за гражданское мужество, патриотизм, героическое отстаивание конституционных принципов демократии, прав и свобод человека, самоотверженное служение Украинскому народу, проявленные во время Революции достоинства»[5]
- Медаль «За жертвенность и любовь к Украине» (УПЦ КП, июнь 2015) (посмертно)[6]